# Columnea peruviana
Columnea peruviana là một loài thực vật có hoa trong họ Tai voi. Loài này được Zahlbr. mô tả khoa học đầu tiên năm 1892.